# Ludwigia filiformis
Ludwigia filiformis är en dunörtsväxtart som först beskrevs av Marc Micheli, och fick sitt nu gällande namn av T.P. Ramamoorthy. Ludwigia filiformis ingår i släktet ludwigior, och familjen dunörtsväxter. Inga underarter finns listade i Catalogue of Life.